# 卡胡爾區
卡胡爾區（羅馬尼亞語：Raionul Cahul）是摩爾多瓦最南部的一個區，西、南鄰羅馬尼亞 （西臨普魯特河，南臨多瑙河），東鄰烏克蘭。面積1,147平方公里。2004年人口119,231人，首府卡胡爾。